# Wiesen, Borstgrasrasen und Heiden bei Sistig
Wiesen, Borstgrasrasen und Heiden bei Sistig este o arie protejată (arie specială de conservare — SAC, sit de importanță comunitară — SCI) din Germania întinsă pe o suprafață de 162,07 ha, integral pe uscat.

## Localizare
Centrul sitului Wiesen, Borstgrasrasen und Heiden bei Sistig este situat la coordonatele 50°28′18″N 6°31′18″E / 50.4717°N 6.5217°E.

## Înființare
Situl Wiesen, Borstgrasrasen und Heiden bei Sistig a fost declarat sit de importanță comunitară în martie 2001 pentru a proteja un număr necunoscut de specii din flora spontană și fauna sălbatică aflate în arealul zonei. Situl a fost protejat și ca arie specială de conservare în decembrie 2005.

## Biodiversitate
Situată în ecoregiunea continentală, aria protejată conține 5 habitate naturale: Pajiști umede nord-atlantice cu Erica tetralix, Pajiști uscate europene, Formațiuni ierboase bogate în specii de Nardus, dezvoltate pe substraturi silicioase în zone montane (și în zone submontane, în Europa continentală), Fânețe de joasă altitudine (Alopecurus pratensis, Sanguisorba officinalis), Fânețe montane.
La baza desemnării sitului se află un număr nedeclarat de specii protejate.
Pe lângă speciile protejate, pe teritoriul sitului au mai fost identificate 9 specii de plante.